# America: From Freedom to Fascism
America: From Freedom to Fascism (též America: Freedom to Fascism) je americký dokumentární film, který v roce 2006 napsal, zrežíroval a produkoval Aaron Russo.
Zahrnuje několik témat jako IRS (americký federální úřad zabývající se výběrem daní a jeho vynucováním), legálnost daně z příjmu fyzických osob, Federální rezervní systém, národní identifikační karty a REAL ID Act, USA PATRIOT Act, implantovatelné RFID čipy (čipová totalita), volební stroje firmy Diebold, globalizace, fenomén Velkého bratra, zneužívání elektrických paralyzátorů (taserů) a užití teroru ze strany vlády jakožto prostředku k potlačení práv občanů. Veškerá tato problematika (jak podtitul filmu naznačuje), ústí v autorovu myšlenku, že Spojené státy se za bezmála posledních sto let své existence mění ze svobodné země, kde peníze lidí byly kryty zlatem, v totalitní stát.
Několik měsíců po vydání se umísťoval mezi nejsledovanějšími videi na Google Video. Kritici však filmu vyčítají některé nepřesnosti.

## Některé premisy a závěry filmu
- Federální rezervní bankovní systém (někdy zkracováno na „Fed“) je neústavní, neboť nebyl schválen dostatečným počtem členských států.
- Daň z příjmu fyzických osob je neústavní, neboť:
  - nebyla schválena dostatečným počtem členských států
  - je přímá a přitom není rovnocenně rozdělována do členských států USA (jak to vyžaduje ústava)
- Daň z příjmu fyzických osob a vynucování jejího výběru je nelegální, neboť:
  - soudní precendens z roku 1916 (Brushaber versus Union Pacific Railroad, 240 U.S. 1) stejně jako několik následujících vyústil v jednotnou rezoluci Nejvyššího soudu Spojených států v tom, že začleněním 16. dodatku (který daň z příjmu definoval) do americké ústavy nevznikla žádná změna v daňovém systému.
  - Nejvyšší soud Spojených států stanovil, že práce fyzických osob nemá podobu příjmu ve smyslu příjmu z 16. dodatku ústavy (pro právnické osoby toto neplatí).
  - IRS vede ve svých interních materiálech daň z příjmu fyzických osob jako „dobrovolnou“.
  - Neexistuje platný a řádně schválený zákon, který by stanovoval, že občan Spojených států amerických coby fyzická osoba je povinen platit daň z příjmu.
- Federální bankovní systém je špatný, neboť:
  - od jeho zavedení, vláda peníze, které Fed tiskne, nezískává přímo, ale ve skutečnosti si je půjčuje s úrokem
  - na pokrytí úroku z emise peněz do oběhu je použita daň z příjmu. Ta ho pokrývá asi z 35 % a tyto prostředky jdou do Federálního rezervního systému a nevracejí se do veřejného sektoru (do stavby komunikací, zdravotnictví, školství apod.) a svým způsobem brzdí rozvoj infrastruktury země.
  - Federální bankovní systém je (navzdory svému názvu) skupinou několika soukromých bank a není veřejně známo (a ani stát nemá kontrolu nad tím), jak a k jakým účelům jsou vybrané peníze z daní z příjmu (v řádu bilionů dolarů ročně[1]) investovány
  - ze svého principu je strůjcem národního dluhu (Spojených států amerických), který stoupá do bezprecedentních rozměrů
  - zrušení zlatého standardu z roku 1933, které je jeho součástí, znamenalo pozbytí skutečné hodnoty, kterou peníze byly kryty, a odstartovalo nadhodnocení skutečné ceny dolaru, která je podle autora na úrovni 4 centů (jiné zdroje[2] uvádějí 40 centů).

## Kritika
- Russo svůj dokument proložil citáty amerických státníků, bankéřů, jiných politiků posledních 230 let historie tohoto státu. Kritikové však dokumentu vytýkají nepřesnosti v některých těchto citátech.
- Propagační materiály se zmiňují o tom, že tento dokument byl uveden v roce 2006 v Cannes (čímž vytvářejí dojem, že byl uveden na festivalu v Cannes v některém z jeho promítacích sálů). Ve skutečnosti byl uveden na pláži u tohoto města a nebyl na programu festivalu.

## Reakce
- Na adresu tohoto filmu New York Times poznamenal, že „průzkum tvrzení v dokumentu pana Russoa, který má v úmyslu odhalit ‚dva podvody‘ spáchané federální vládou, zdanění mezd a vytvoření Federálního rezervního (systému) k emisi peněz, ukazuje, že tyto zkolabují pod vahou faktů.“[3]
- Jiný dokument, který z America: From Freedom to Fascism čerpá, je Zeitgeist: The Movie, který si z filmu vybírá několik momentů a dochází prakticky ke stejným závěrům.

Na Google Video se America: From Freedom to Fascism stalo jedno z nejsledovanějších a nejvíce sdílených videí.